# Мохамед Іззадін
Мохамед Іззадін Мохамед Науфер (англ. Mohamed Izzadeen Mohamed Naufer, нар. 17 січня 1981, Коломбо) — ланкійський футболіст, який грав на позиції нападника і півзахисника. Відомий за виступами в клубах «Шрі-Ланка Армі» та «Ратнам», а також у складі національної збірної Шрі-Ланки.

## Клубна кар'єра
Мохамед Іззадін народився в Коломбо. З 2005 до 2006 року грав у складі клубу «Ратнам». У 2006 році футболіст перейшов до складу клубу «Шрі-Ланка Армі», в якому грав до 2007 року, після чого повернувся до складу клубу «Ратнам». У 2008 році футболіст повернувся до складу армійського клубу, який у 2017 році було перейменовано на «Дефендерс», і грав у ньому до закінчення кар'єри футболіста в 2019 році. У сезоні 2014—2016 років футболіст став кращим бомбардиром чемпіонату Шрі-Ланки з 26 забитими голами.

## Виступи за збірні
Мохамед Іззадін з 2004 року грав у складі національної збірної Шрі-Ланки. У складі збірної футболіст брав участь у Кубку виклику АФК 2006 і 2010 років, а також у чемпіонаті федерації футболу Південної Азії 2013 року, на якому відзначився 4 забитими голами в матчі проти збірної Бутану. У складі збірної грав до 2015 року, та провів у її складі 34 матчі, в яких відзначився 9 забитими голами.